# Amazonides ezanai
Amazonides ezanai là một loài bướm đêm trong họ Noctuidae.